# Johann Andreas Stisser
Johann Andreas Stisser (auch Johannes Andreas Stisserus, Genitiv Johannis Andreæ Stisseri oder Johannis Andreae Stisseri; * 19. Januar 1657 in Lüchow (Wendland); † 21. April 1700 in Helmstedt) war ein Professor der Medizin und Botanik an der Universität Helmstedt.

## Leben
Er stammte väterlicherseits aus einem Quedlinburger Ratsgeschlecht. Sein Vater Joachim Stisser (* 16. Oktober 1621 in Reideburg; † 4. Dezember 1679 in Braunschweig) war Amtmann für Lüchow (Wendland), Warpke und Wustrow (Wendland), später Oberamtmann in Wustrow (Wendland).
Stisser besuchte Schulen in Salzwedel, Schöningen und Helmstedt. Am 18. Januar 1675 nahm er das Studium an der Universität Helmstedt auf, die er als Dr. med. verließ. 1679 ließ er sich als Arzt in Hamburg nieder, später in Braunschweig. 1688 wurde er als außerordentlicher Professor an die Universität Helmstedt berufen; 1691 wurde er dort ordentlicher Professor.
1692 legte Stisser den Botanischen Garten der Universität Helmstedt an. Seine Erben verkauften den aus eigenen Mitteln angelegten Garten an die Universität.
Aus seiner am 16. Mai 1680 in Hamburg geschlossenen Ehe mit Ilse Petersen (1659–1700) erreichten sechs Söhne das Erwachsenenalter.

## Werke

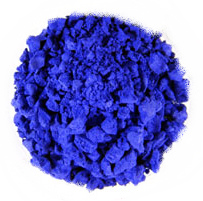
Sal antielepticum -Tetramminkupfer(II)-sulfat-Monohydrat[Cu(NH_{3})_{4}]SO_{4}·H_{2}O

Bereits 1693 stellte er Cuprum sulfuricum ammoniatum (nach heutigem Kenntnisstand schwefelsaures Kupferoxydammoniak, eigentlich ein Reagenz für die Pflanzenanalyse), als Sal antiepilepticum als eines der ersten Medikamente gegen Epilepsie dar.
Johan Baptista van Helmont war 1644 die Synthese gelungen. Das Kupferoxydammoniak wurde unter dem Namen Flüchtige Kupferoxydtinctur (Tinct. veneris volatilis) von Herman Boerhaave als Arzneimittel eingeführt; es ist jetzt außer Gebrauch.
In seiner Zeit als Arzt in Hamburg befasste sich Stisser als einer der ersten deutschen Mediziner mit dem Rauchen.

## Schriften

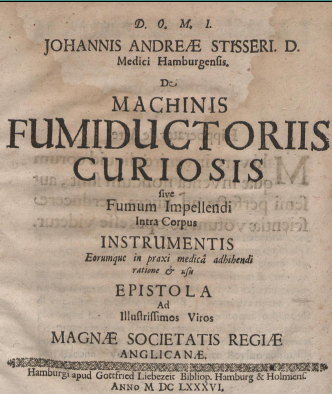
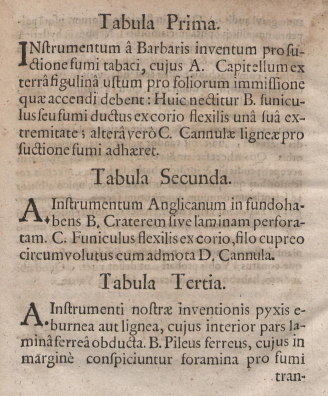
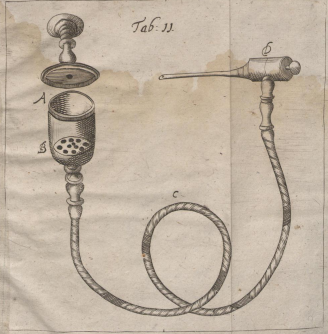

- Johannis Andreæ Stisseri, Med. Doct.: Aqvarvm Hornhusanarum Examen Chemico-Physicum: Ad normam accuratioris Scientiae Naturalis institutum. / Johannes Andreas Stisserus. - Helmstadii: Hammius, 1689. (Digitalisat)
- Commendatio Chemiae. Lüderwald. Helmstedt 1689. (Digitalisat)
- Horti Medici Helmstadiensis Catalogus. Hamm, Helmstedt 1699. (Digitalisat)
- Johann Andreas Stisser: Botanica curiosa, oder nützliche Anmerckungen, wie einige frembde Kräuter und Blumen in seinem anno 1692 zu Helmstedt angelegten medicinischen Garten bißhero cultiviret und fortgebracht worden. Hamm, Helmstedt 1708. (Digitalisat)
- Johannis Andreae Stisseri Actorum laboratorii chemicum in Academia Julia specimen … medico-chemica observata quaedam rariora exhibens Band 2. Hamm, Helmestadi 1693. urn:nbn:de:hbz:061:2-8355, (Band 3)
- Johannis Andreae Stisseri. D. Medici Hamburgensis.: De Machinis Fumiductoriis Curiosis sive Fumum Impellendi Intra Corpus Instrumentis Eorumque in praxi medica adhihendi ratione & usu. Untertitel: Epistola Ad Illustrissimos Viros Magnae Societatis Regiae Anglicanae. 1689, S. 38 (Latein, slub-dresden.de).